# The House of Flowers
The House of Flowers (spanska: La Casa de las Flores) är en mexikansk dramakomedi-serie skapad av Manolo Caro. Den berättar historien om en dysfunktionell mexikansk överklassfamilj som äger en prestigefylld blomsteraffär. Serien regisseras av skaparen Manolo Caro, och i rollerna syns Verónica Castro, Cecilia Suárez, Aislinn Derbez, Darío Yazbek Bernal, och Sheryl Rubio, tillsammans med Paco León, Sawandi Wilson, Juan Pablo Medina, Arturo Ríos, Claudette Maillé, Lucas Velázquez, Sofía Sisniega, och Luis de la Rosa. Det är den tredje mexikanska Netflixserien efter Club de Cuervos och Ingobernable.
Hela den första säsongen på 13 avsnitt släpptes på Netflix för strömning den 10 augusti 2018. I oktober 2018 förlängde Netflix serien med en andra och tredje säsong som kommer att släppas under 2019 och 2020.

## Produktion
Planerna för La casa de las flores presenterades för första gången i januari 2017.

## Sändning
En trailer till serien publicerades den 12 juni 2018. Den 13 avsnitt långa första säsongen släpptes på Netflix den 10 augusti 2018.